# 顕微分光法
顕微分光法(けんびぶんこうほう、英: microspectroscopy) は吸光度や吸収スペクトルにより微小領域の定性的定量的測定を行う分光法。

## 概要
光学顕微鏡で特定の波長の光を試料に照射して吸光度や吸収スペクトル、散乱を測定することで微量物質の定性的定量的測定を行う。

### 蛍光顕微分光法
紫外線レーザーのような短波長の光を試料に照射して生じた蛍光を利用して定性的定量的測定を行う。

### 赤外・ラマン顕微分光法
ラマン効果を利用して定性的定量的測定を行う。

### 熱レンズ顕微分光法
熱レンズ顕微分光法では測定対象にレーザー光を照射して膨張によって密度が低くなり、屈折率が下がる現象を利用することで熱的変化をレーザービームで光学的に検出する。レーザー光を試料に集光すると光吸収により試料が局所的に温度が上昇して屈折率が変化するのでレーザー光が通過する部分にあたかも凹レンズが生じたかのような効果が発現する。この現象を利用して分析する。

### 非線形光学顕微分光法
非線形光学を利用して定性的定量的測定を行う。

### 近接場光学顕微分光法
近接場光を利用して定性的定量的測定を行う。

### 顕微分光測光法
顕微分光測光法(microspectrophotometry)とは光学顕微鏡で微小な試料に分光した単色光を細く絞って照射して吸光度や吸収スペクトルを測定することにより分光学的に微量物質の定性的定量的測定を行う方法。

### 赤外超解像顕微分光
赤外光と可視光を用いた2波長二重共鳴分光法の一つである過渡蛍光検出赤外分光法をレーザー走査型顕微鏡へ適用した手法で最初に赤外線レーザー光を照射することで特定の分子のみ赤外励起して次に可視レーザー光の照射により選択的に電子励起することで生じるS1状態からの蛍光（過渡蛍光）を検出する分光法。赤外吸収は紫外・可視吸収に比べて2桁から3桁も吸収係数が小さいので、微小空間での赤外吸収を測定する赤外顕微分光法では桁違いの高感度化が不可欠になる。

### 顕微X線分光
顕微X線分光ではX線を照射して生じた蛍光X線のスペクトルから定性的定量的測定を行う。